# Gottschedstraße (Leipzig)
Die Gottschedstraße ist eine Anliegerstraße in Leipzig, im sogenannten Schauspielviertel der Inneren Westvorstadt. Sie erstreckt sich auf einer Länge von etwa 650 Metern in ost-westlicher Richtung vom Innenstadtring auf Höhe der Thomaskirche bis zum Poniatowski-Denkmal am Elstermühlgraben. Benannt ist sie nach dem Schriftsteller, Literatur- und Theatertheoretiker Johann Christoph Gottsched (1700–1766). Sie ist vor allem als Kneipen- und Ausgehmeile bekannt.

## Geschichte

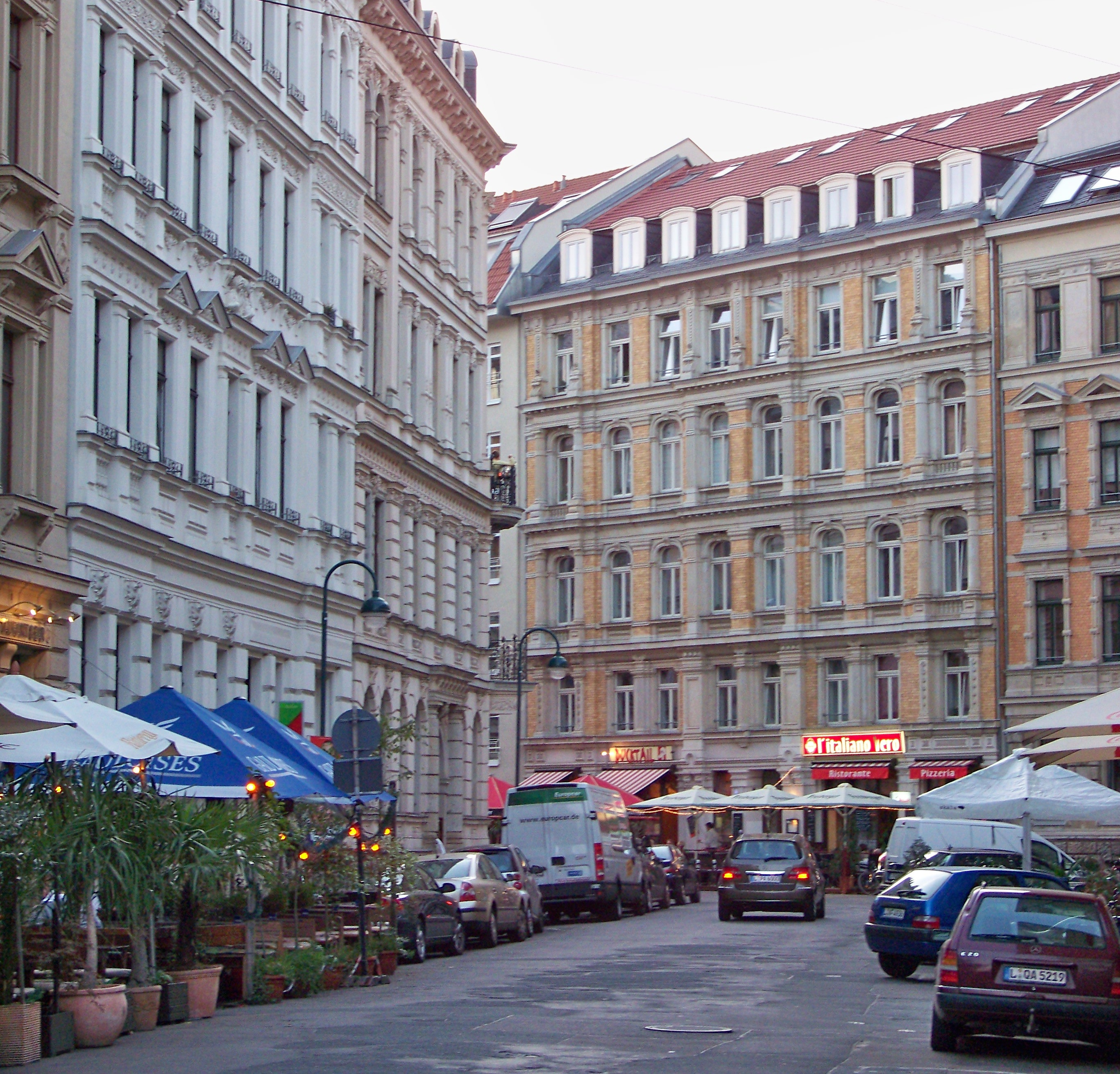
Blick aus der Käthe-Kollwitz-Straße auf das Haus Gottschedstraße 22 (2009)

Die verlängerte Poniatowskistraße (ein vorgesehener Teil des Bebauungsplans für Lehmanns Garten) sowie die erste Hälfte der 1867 angelegten Poniatowskistraße wurden 1881 bzw. 1882 in Gottschedstraße umbenannt. Das entspricht dem heutigen Teilstück zwischen Bose- und Thomasiusstraße. Nach Neubebauung des verbliebenen Gartenareals rund um die heutige Bosestraße wurde die Gottschedstraße 1898 bis zum Innenstadtring verlängert, das letzte Teilstück bis zum heutigen Dittrichring gehörte bis dahin zur Zentralstraße. Am Ende der Straße am Poniatowskiplan, ehemals auf dem Gelände von Gerhards Garten, befindet sich heute noch das Poniatowski-Denkmal, das an den Tod des polnischen Feldherrn Józef Antoni Poniatowski während der Leipziger Völkerschlacht 1813 erinnert.
Von 1901 bis 1902 entstand zwischen Gottschedstraße und Thomasring (heute Dittrichring) an der Bosestraße das ursprünglich privat geführte Centraltheater, das 1912 in städtische Trägerschaft als Teil des Leipziger Theaters überging.
1934 erhielt die Straße ihre heutige Länge und Streckenführung, zum 1. Januar des Jahres wurde der verbliebene Rest der Poniatowskistraße ebenfalls in Gottschedstraße umbenannt. Das löste unter den polnischen Immigranten in Leipzig Empörung aus und führte zu einer Protestnote der polnischen Regierung.
Im Zweiten Weltkrieg wurden bei dem schweren Luftangriff auf Leipzig am 4. Dezember 1943 alle städtischen Theaterbühnen stark oder vollständig zerstört. Das am wenigsten in Mitleidenschaft gezogene Centraltheater wurde unmittelbar nach Kriegsende notdürftig wiederhergestellt und am 19. Dezember 1945 als Schauspielhaus wieder eingeweiht. Zwischen 1954 und 1957 wurde das Gebäude in teilweise neoklassizistischem Stil mit Haupteingang in der Bosestraße neu errichtet und ist bis heute Haupt- und Nebenbühne (z. B. die ehemaligen Spielstätten Skala und Theater hinterm Eisenen) des Schauspiels Leipzig.
In der Gottschedstraße 16, dem damals sogenannten Haus der Kammerspiele, befand sich seit 1957 für mehrere Jahrzehnte das umfangreiche Tanzarchiv der Akademie der Künste der DDR, heute Tanzarchiv Leipzig e.V.
Mitte der 1990er Jahre wurde in einem der zu dem Zeitpunkt zahlreichen sanierungsbedürftigen Gebäude das Café mit Waschsalon Maga Pon eröffnet, welches sich unter Leipziger Studenten und Künstlern schnell großer Beliebtheit erfreute. In den folgenden Jahren wurden weitere Cafés, Bars und Kneipen eröffnet, seitdem hat sich die Gottschedstraße als eine der Leipziger Kneipenmeilen etabliert. Seit der Fußball-Weltmeisterschaft 2006 ist die Gottschedstraße eine der Fanmeilen der Stadt Leipzig zu internationalen Fußballturnieren, so auch in der UEFA EURO 2024. Für die Anreise zu Fuß von der S-Bahn-Station Markt zum Stadion oder zur Arena stellt die Straße die kürzeste Verbindung dar.

## Denkmalschutz
Die Gebäude der Straße bestehen bis heute teilweise aus repräsentativen Miethäusern in geschlossener Bebauung, die ab Ende des 19. Jahrhunderts entstanden und in den unteren Geschossen Platz für Kleingewerbe boten. Fast alle Gebäude stehen unter Denkmalschutz, beginnend mit der Hausnummer 1 (Kosmoshaus), über die Hausnummern 4 (mit Gedenktafel für den Maler Max Schwimmer), 6, 8 (Theater), 9, 11, 12, 13, 15, 16, 17, 18, 19, 20, 21, 22, 23, 25, 28, 29, 30, 31, 32, 33, 34, 35, 36, 37, 38, 39, 40, 41, 44 bis 45.

## Die Große Gemeindesynagoge und das Gedenken an deren Zerstörung

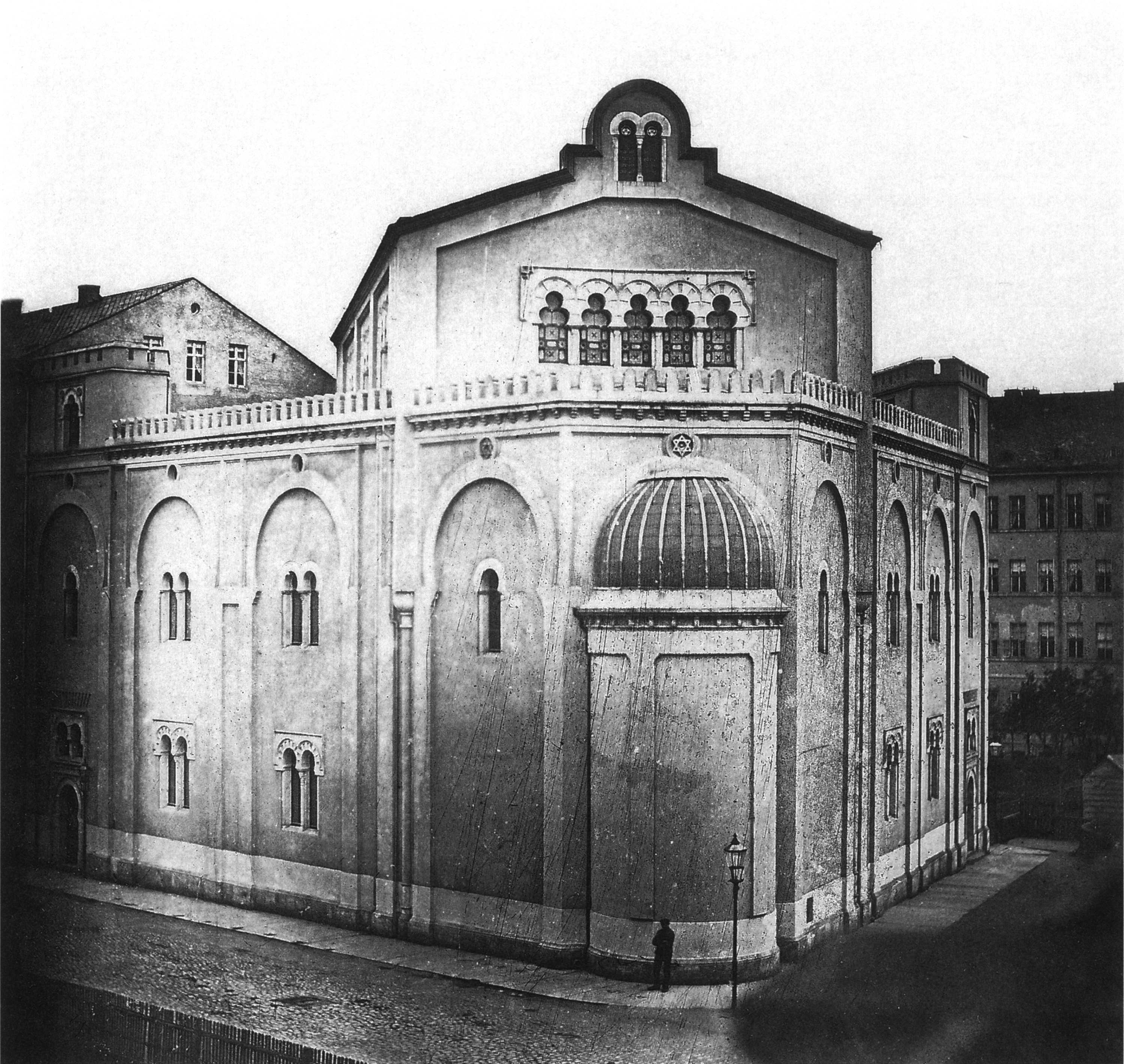
Große Gemeindesynagoge, Bertha Wehnert-Beckmann, um 1860

Von 1855 bis 1938 befand sich in der Gottschedstraße 3, Ecke Zentralstraße, die Große Gemeindesynagoge – die älteste und bedeutendste Leipziger Synagoge, gestaltet im Stil orientalisierender Architektur. Während der Novemberpogrome wurde das Gebäude in der Nacht vom 9. zum 10. November 1938 in Brand gesteckt und weitestgehend zerstört. Die Israelitische Religionsgemeinde sorgte danach für den Abriss der Ruine, der sich bis zum Februar 1939 hinzog. Bereits unmittelbar nach der Zerstörung legte Hubert Ritter, bis 1930 örtlicher Stadtbaurat, im Auftrag der Leipziger Versicherungsanstalt am 23. Dezember 1938 eine Projektskizze zur Neubebauung des Geländes vor, welche aber keine Beachtung fand. Das Areal lag danach lange Zeit brach und wurde bis 2000 größtenteils als Parkfläche genutzt. Seit 1966 erinnert ein Gedenkstein an der Stelle der ehemaligen Nordfassade an die Synagoge. Im Jahr 2001 wurde der ehemalige Standort der Synagoge zu einem Mahnmal in Erinnerung an die Novemberpogrome von 1938 umgestaltet. Das Mahnmal wurde von den Leipziger Architekten Sebastian Helm und Anna Dilengite entworfen, es zeichnet den Grundriss der Synagoge nach und bietet mit 140 Bronzestühlen einen Gedenkplatz.

## Bedeutende ehemalige Bewohner
Die erste Leipziger Wohnung des österreichischen Komponisten, Dirigenten und Kapellmeisters Gustav Mahler, der von 1886 bis 1888 in der Stadt wirkte, befand sich von 1886 bis Ende Januar 1887 in der zweiten Etage der heutigen Gottschedstraße 25 (damals 4). Im gleichen Haus wurde 1893 in der Dachgeschosswohnung der spätere Politiker und Vorsitzende des Zentralkomitees der SED und des Staatsrats der DDR Walter Ulbricht geboren, der dort seine ersten sieben Lebensjahre verbrachte. Am 30. Juni 1969 wurde anlässlich seines 76. Geburtstages am Haus eine Gedenktafel enthüllt, die im Sommer 1994 von unbekannter Hand entfernt wurde. Der spätere Politiker und deutsche Reichskanzler Gustav Stresemann zog als Student der Universität Leipzig um 1899 ebenfalls in die Gottschedstraße 25 ein.
In der zweiten Etage der heutigen Gottschedstraße 40 (damals Poniatowskistraße 12) wohnte von 1920 bis 1930 der Kantor, Komponist und Religionslehrer Albert Weill. Von Juni bis Dezember 1920 lebte dort auch dessen Sohn, der Komponist Kurt Weill. Von 1894 bis 1900 wohnte in diesem Haus auch Joachim Ringelnatz (1883–1934) mit seiner Familie.